# Cirrhimuraena
Cirrhimuraena is een geslacht van straalvinnige vissen uit de familie van slangalen (Ophichthidae). Het geslacht is voor het eerst wetenschappelijk beschreven in 1856 door Johann Jakob Kaup.

## Soorten
- Cirrhimuraena calamus Günther, 1870
- Cirrhimuraena cheilopogon Bleeker, 1860
- Cirrhimuraena chinensis Kaup, 1856
- Cirrhimuraena inhacae Smith, 1962
- Cirrhimuraena oliveri Seale, 1910
- Cirrhimuraena orientalis Nguyen, 1993
- Cirrhimuraena paucidens Herre & Myers, 1931
- Cirrhimuraena playfairii Günther, 1870
- Cirrhimuraena tapeinoptera Bleeker, 1863
- Cirrhimuraena yuanding Tang & Zhang, 2003